# Bedeker

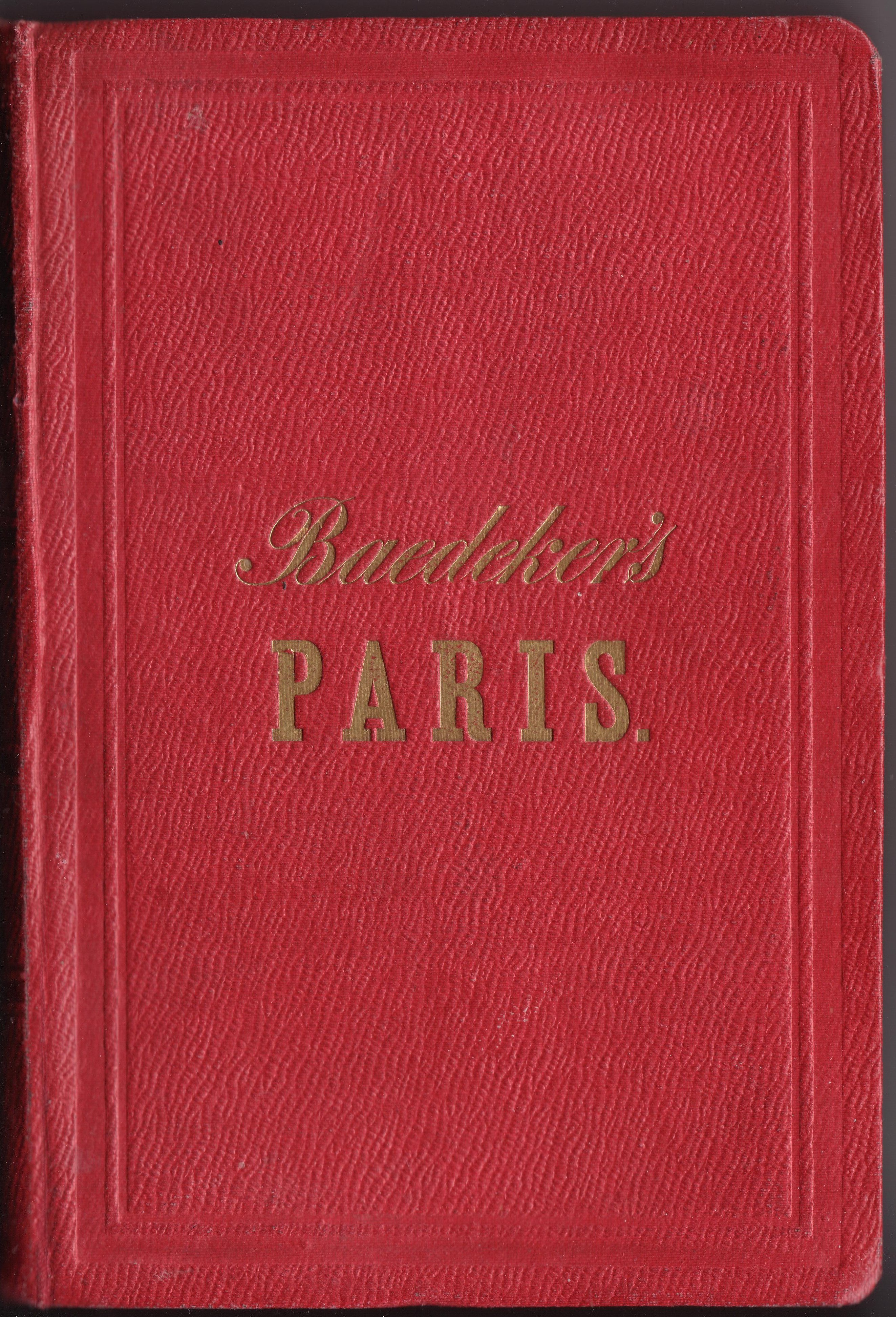
Baedeker’s Paris 1860

Bedeker – popularny przewodnik turystyczny wydawany przez niemieckie wydawnictwo Karla Baedekera. Właściwie baedeker od nazwiska wydawcy, ale przyjęła się spolszczona nazwa bedeker.

## Historia
W roku 1827, gdy otwarto pierwszą turystyczną linię żeglugową na Renie z Koblencji do Moguncji, Karl Baedeker założył swoje wydawnictwo w Koblencji. W roku 1832 wydał pierwszy przewodnik Rheinreise von Mainz bis Köln. Przewodnik w formie książki w miękkiej oprawie o niewielkim formacie z łatwością mieszczący się w kieszeni męskiej marynarki, a także w damskiej torebce cieszył się dużą poczytnością. Skłoniło to Karla Baedekera do ponownego wydania tego przewodnika w 1835 r. Pierwsze wydania przewodnika o Paryżu ukazało się w 1860 r. o Londynie w 1861 r., a o Szwajcarii w 1863 r. Przewodniki te dały początek ponad 180-letniej historii bedekerów. Dzięki charakterystycznym czerwonym okładkom, starannie aktualizowanym informacjom i najnowocześniejszym mapom przewodniki te stały się podstawowym źródłem informacji dla turystów. Karl Baedeker dużo podróżował, aby osobiście zebrać wszystkie dane do swoich przewodników turystycznych i oznaczać systemem „gwiazdek” miejsca, zabytki, hotele, które polecał odwiedzić. W 1859 r. po jego nagłej śmierci, interes przejęli jego trzej synowie i kontynuowali wydawanie bedekerów. W 1872 roku wydawnictwo zostało przeniesione do Lipska. Firma nadal odnosiła sukcesy. Przewodniki cieszyły się dużą popularnością, nie tylko ze względu na zawarte informacje, ale także jakość map, która nie miała sobie równych w innych popularnych wydawnictwach tamtych czasów. Szczyt działalności wydawniczej Baedekerowie osiągnęli na początku XX w. Do wybuchu I wojny światowej w 1914 roku opublikowali łącznie 78 tytułów (29 w języku niemieckim, 27 w języku angielskim i 22 w języku francuskim).
W okresie międzywojennym działalność wydawnicza była kontynuowana, a bedekery cieszyły się niesłabnącym powodzeniem.

## II wojna światowa

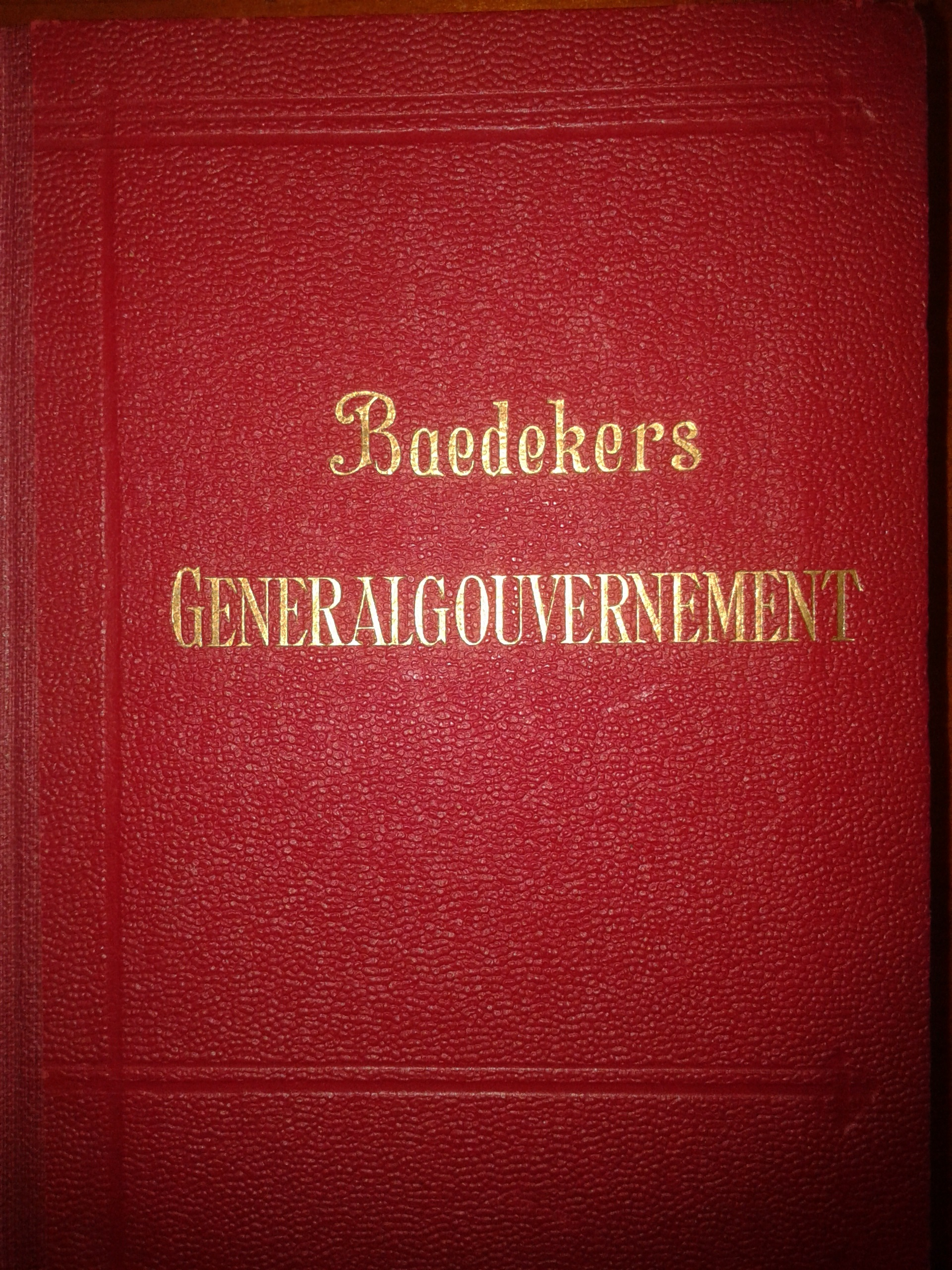
Okładka przewodnika po Gubernii Generalnej.

W czasie II wojny światowej wstrzymano publikację prawie wszystkich przewodników z wyjątkiem niesławnego przewodnika po Generalnym Gubernatorstwie (Das Generalgouvernement) z 1943 r. Inicjatorem powstania przewodnika był gubernator Hans Frank. W rezultacie powstał przewodnik po polskich terytoriach okupowanych przez III Rzeszę, w którym przedstawiono historię Polski z punktu widzenia nazistów. Angielski powieściopisarz Robert Harris, na podstawie tego bedekera, opisał alternatywną historię Europy po hipotetycznym zwycięstwie III Rzeszy w II wojnie światowej w powieści Fatherland.
Po wojnie, pomimo alianckich nalotów, które zniszczyły Lipsk w i drukarnię Baedekera w 1943 r. wydawnictwo odrodziło się i w 1948 r. wydało kolejny przewodnik. Był to przewodnik po Lipsku. Sowieckie władze, okupujące wschodnie Niemcy po wojnie, nieprzychylnie patrzyły na działalność wydawnictwa i oskarżyły wydawnictwo o zdradę tajemnicy wojskowej, gdyż w przewodniku na planie ulic Lipska było zaznaczone miejsce stacjonowania komendantury sowieckiej. W rezultacie zabroniły dalszej działalności wydawnictwa, a niesprzedany nakład bedekera został skonfiskowany.
W 1949 r. działalność wydawnictwa została przeniesiona do Hamburga znajdującego się w strefie okupacyjnej brytyjskiej, a po powstaniu RFN do Stuttgartu. Wydawnictwo, aby sprostać wymogom konkurencji, musiało współpracować z innymi firmami. W latach 50. XX w. w kooperacji z firmą Shell AG powstała seria przewodników motoryzacyjnych z bardzo dobrymi mapami drogowymi zachodniej Europy. W roku 1974 we współpracy z liniami lotniczymi Lufthansa został wydany ponad 800 stronicowy, wzorowany na przedwojennych bedekerach, przewodnik po USA. Po wielu zmianach wydawnictwo pozostawało wciąż firmą rodzinną prowadzoną przez Baedekerów. W 1992 roku wydawnictwo, nazwa i znak firmowy zostały kupione przez MairDumont, które z powodzeniem publikuje słynne bedekery do dziś.

## Galeria

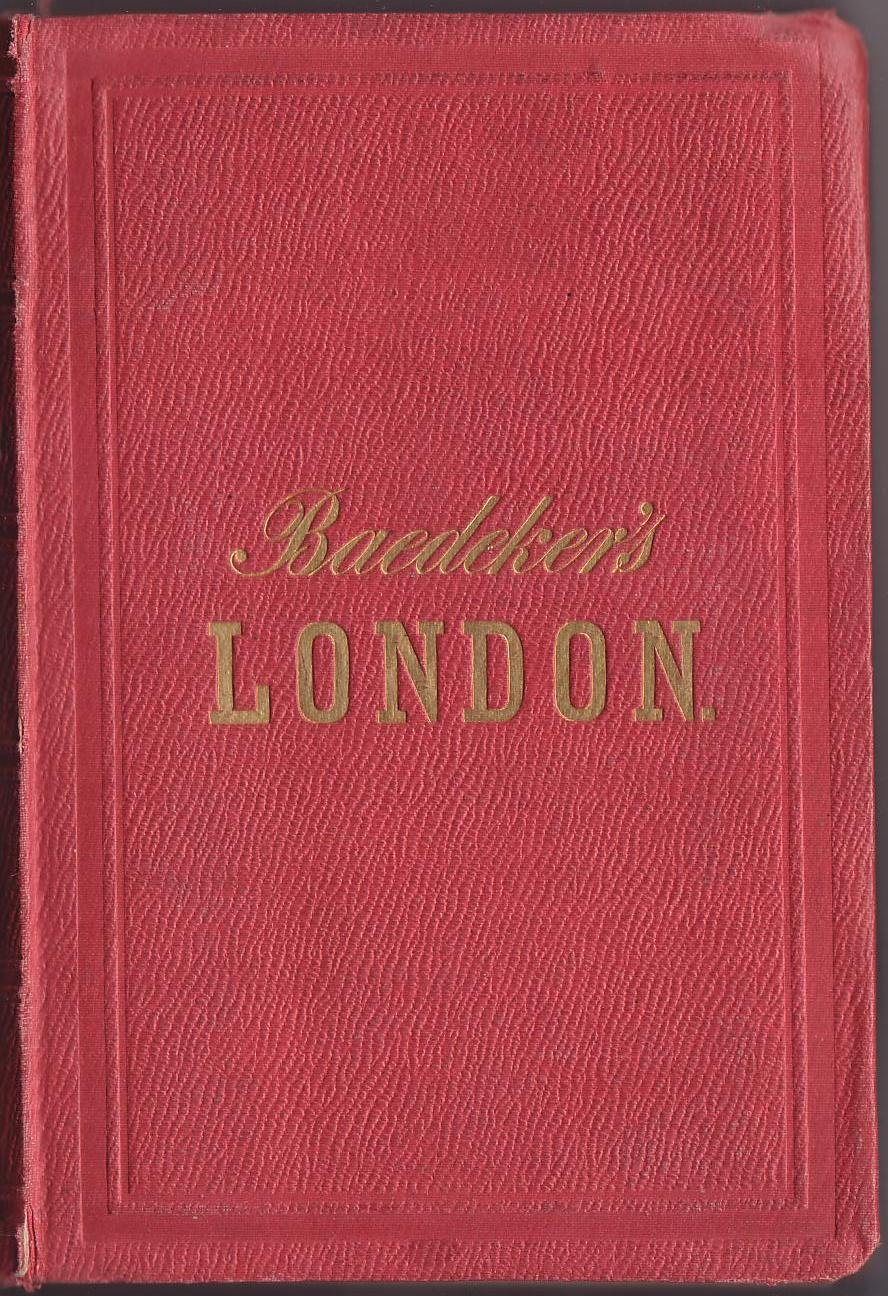
Baedeker’s London 1862.
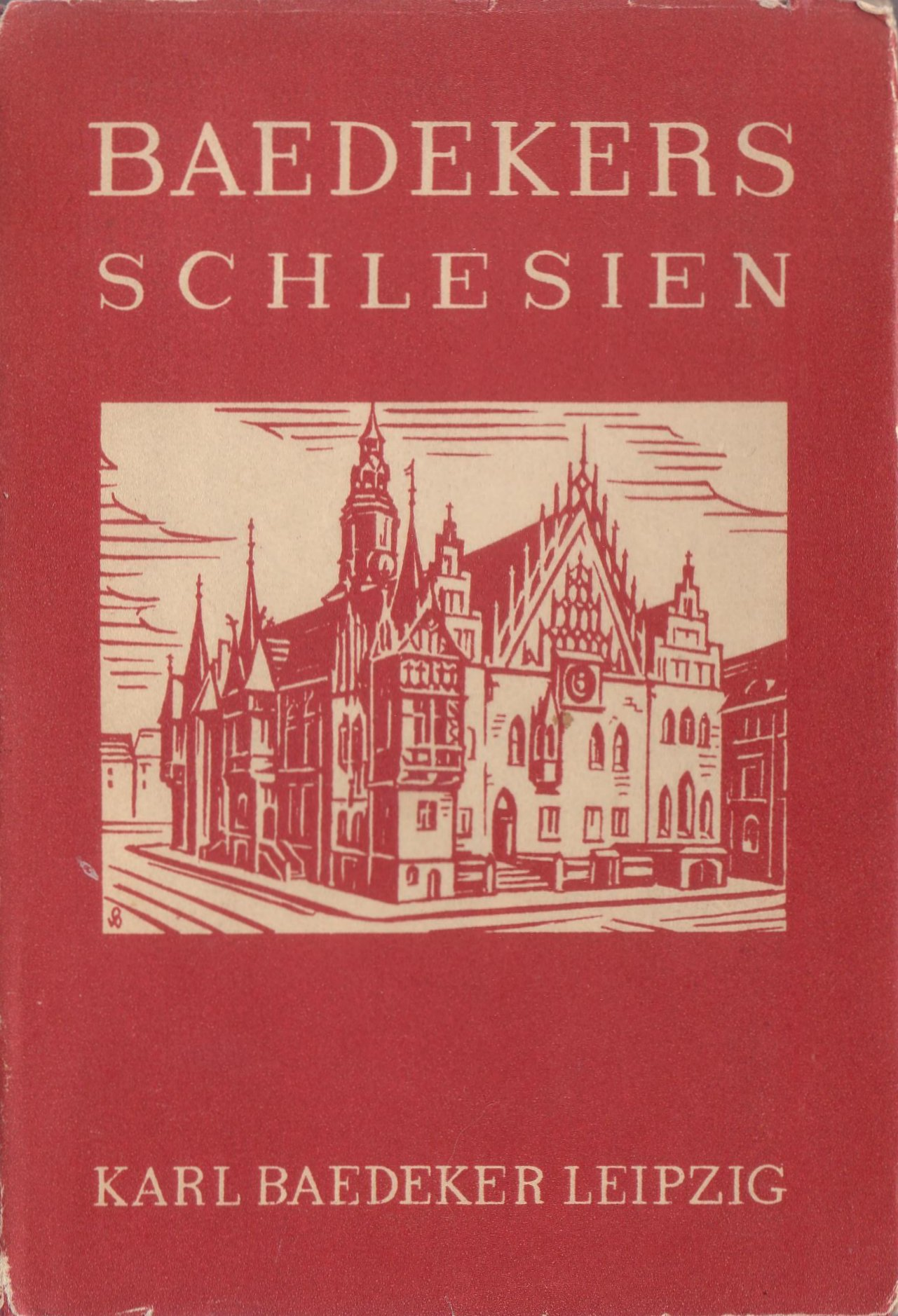
Baedekers Schlesien 1938.
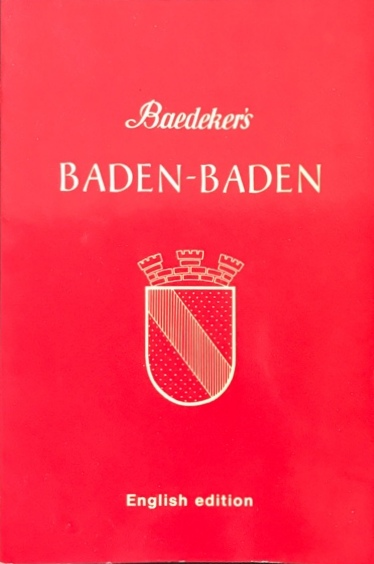
Baedeker’s Baden-Baden (wersja ang.) 1974.
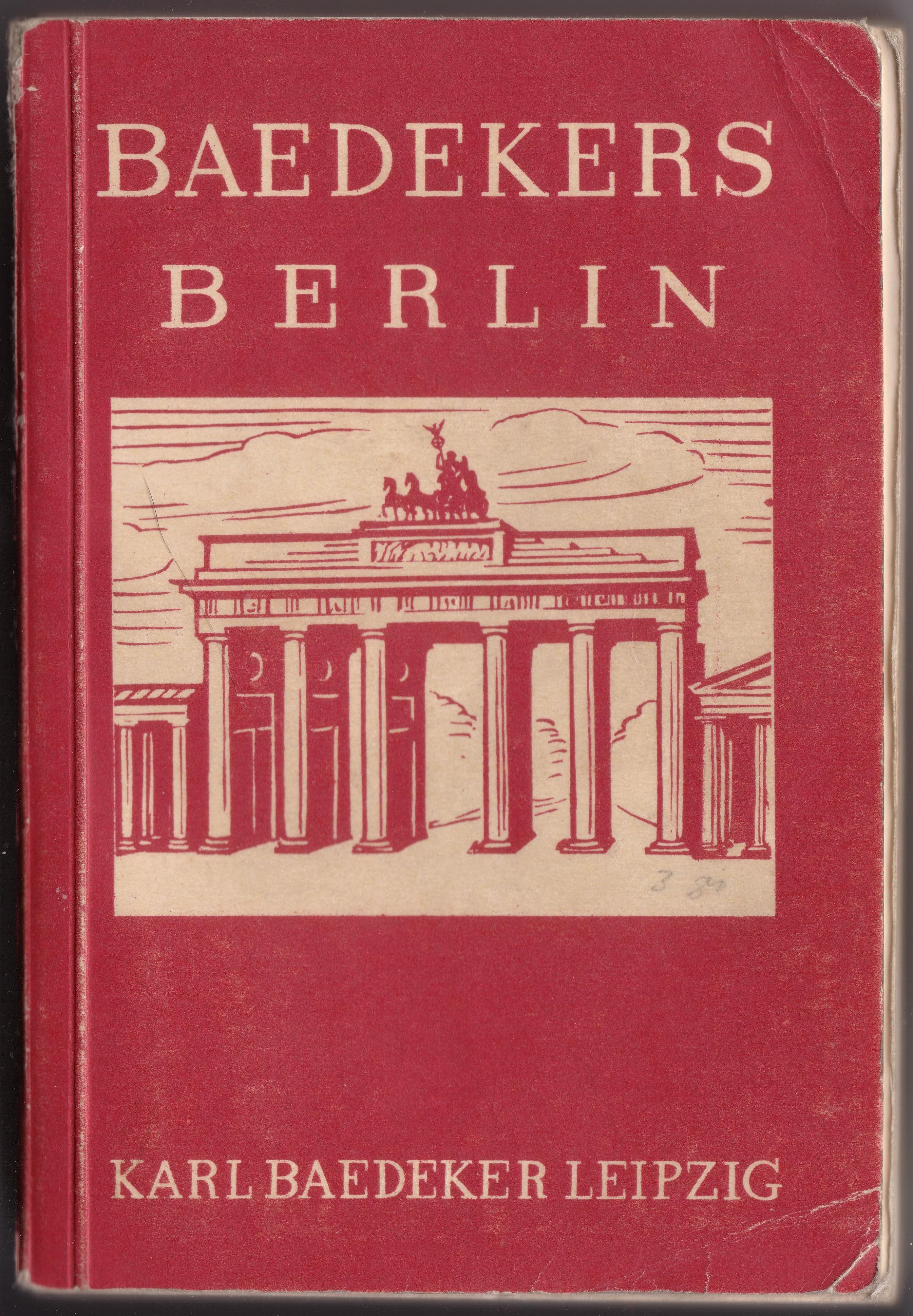
Baedekers Berlin 1936.
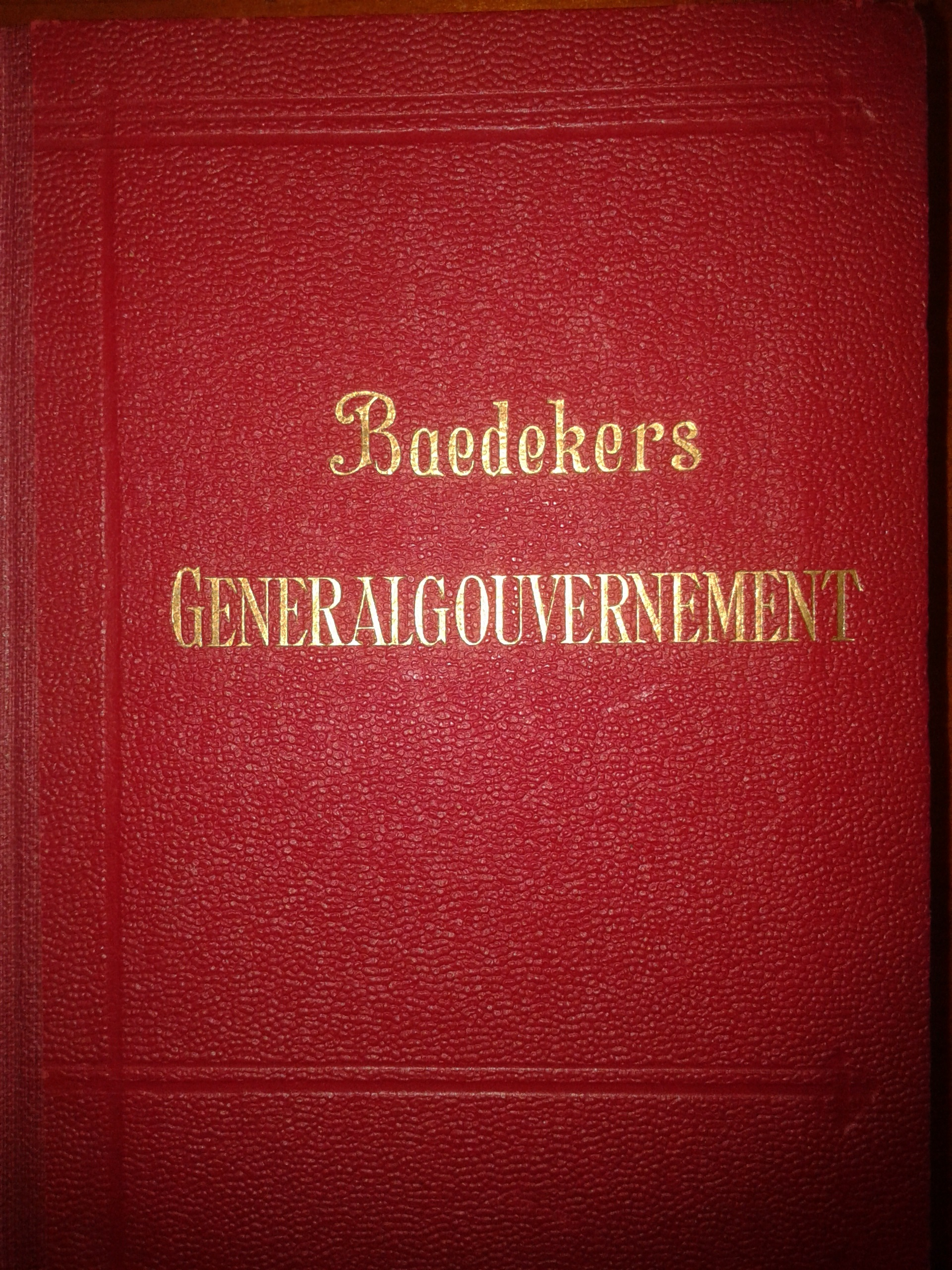
Baedekers Generalgouvernement 1943.